# Bi (dysk)
Bi – rodzaj artefaktu wytwarzanego w starożytnych Chinach. Bi miał zwykle postać dysku z otworem pośrodku i najczęściej był wykonany z nefrytu.
Pierwsze bi pojawiły się w okresie chińskiego neolitu (ok. 5000–2000 p.n.e.), a na szeroką skalę używano ich w okresie panowania dynastii Shang i Zhou. Początkowo nie były zdobione, lecz później zaczęto je wykonywać z cennych kamieni, a od czasów Zhou ich powierzchnię pokrywano reliefem. Najczęstszym motywem były smoki na obrzeżu kręgów zewnętrznego i zewnętrznego oraz motyw ziarna na powierzchni dysku.
Przypuszcza się, że bi był pierwotnie symbolem żeńskim, o czym ma świadczyć wewnętrzny otwór oraz motyw ziarna, symbolizujący wydawanie potomstwa. Również smoki nie były pierwotnie kojarzone z płcią męską, lecz z wodą (konotacje żeńskie), a chińscy władcy długo posługiwali się nazwiskiem xing, dziedziczonym matrylinearnie. Bi używane były jako przedmioty rytualne; wywodzą się z rekwizytów szamańskich, stanowiących symboliczne wyobrażenie nieba (w parze z symbolizującym ziemię cong). Wykorzystywano je podczas składania ofiar bogom i przodkom oraz w trakcie obrzędów pogrzebowych, jak również w charakterze totemu chroniącego przez złymi mocami. Często znajduje je się w grobowcach.
Wraz z zanikaniem w Chinach kultury matrylinearnej, bi utracił swoją pierwotną symbolikę. Uznano go za symbol słońca, któremu w Chinach zawsze przypisywano męskie konotacje.